# سييغو دي افيلا
سييغو دي افيلا (بالإنجليزية: Ciego de Ávila)‏ هي مدينة، وبلديات كوبا، تتبع مقاطعة سيغو دي أفيلا، بلغ عدد سكانها 143449 نسمة، في 2010، تبلغ مساحتها 445000000 متر مربع، رمزها البريدي هو 65100.

## المناخ
يظهر الجدول التالي التغييرات المناخية على مدار السنة لسييغو دي افيلا:
| البيانات المناخية لـسييغو دي افيلا | البيانات المناخية لـسييغو دي افيلا | البيانات المناخية لـسييغو دي افيلا | البيانات المناخية لـسييغو دي افيلا | البيانات المناخية لـسييغو دي افيلا | البيانات المناخية لـسييغو دي افيلا | البيانات المناخية لـسييغو دي افيلا | البيانات المناخية لـسييغو دي افيلا | البيانات المناخية لـسييغو دي افيلا | البيانات المناخية لـسييغو دي افيلا | البيانات المناخية لـسييغو دي افيلا | البيانات المناخية لـسييغو دي افيلا | البيانات المناخية لـسييغو دي افيلا | البيانات المناخية لـسييغو دي افيلا |
| الشهر                              | يناير                              | فبراير                             | مارس                               | أبريل                              | مايو                               | يونيو                              | يوليو                              | أغسطس                              | سبتمبر                             | أكتوبر                             | نوفمبر                             | ديسمبر                             | المعدل السنوي                      |
| ---------------------------------- | ---------------------------------- | ---------------------------------- | ---------------------------------- | ---------------------------------- | ---------------------------------- | ---------------------------------- | ---------------------------------- | ---------------------------------- | ---------------------------------- | ---------------------------------- | ---------------------------------- | ---------------------------------- | ---------------------------------- |
| متوسط درجة الحرارة الكبرى °ف (°م)  | 81.1 (27.3)                        | 82.6 (28.1)                        | 85.8 (29.9)                        | 88.3 (31.3)                        | 89.4 (31.9)                        | 89.8 (32.1)                        | 91.6 (33.1)                        | 91.9 (33.3)                        | 90.5 (32.5)                        | 87.8 (31.0)                        | 85.8 (29.9)                        | 82.2 (27.9)                        | 87.2 (30.7)                        |
| متوسط درجة الحرارة الصغرى °ف (°م)  | 63.0 (17.2)                        | 62.8 (17.1)                        | 65.8 (18.8)                        | 68.0 (20.0)                        | 70.7 (21.5)                        | 73.0 (22.8)                        | 73.9 (23.3)                        | 73.9 (23.3)                        | 72.7 (22.6)                        | 71.2 (21.8)                        | 68.7 (20.4)                        | 64.4 (18.0)                        | 69.0 (20.6)                        |
| الهطول إنش (مم)                    | 1.2 (31)                           | 1.1 (28)                           | 1.6 (41)                           | 3.2 (82)                           | 7.1 (181)                          | 7.5 (191)                          | 5.3 (135)                          | 5.6 (142)                          | 7.4 (187)                          | 7.0 (177)                          | 2.6 (66)                           | 1.2 (30)                           | 50.8 (1٬291)                       |
| المصدر: CLIMATE-DATA.ORG           |                                    |                                    |                                    |                                    |                                    |                                    |                                    |                                    |                                    |                                    |                                    |                                    |                                    |

## أعلام
- توني بيريز
- بيدرو أرغيويلز موران
- ليفيا بريتو
- راؤول مارتينيز
- ليستر موري